# Adminer
Adminer (früher bekannt unter phpMinAdmin) ist ein Werkzeug für die Verwaltung der Daten einer Datenbank. Es unterstützt MySQL, MariaDB, PostgreSQL, SQLite, MS SQL, Oracle, Elasticsearch und MongoDB. Adminer wird unter Apache-Lizenz (oder GPL v2) als eine einzige PHP-Datei (mit ca. 470 KiB Größe) vertrieben. Jakub Vrána ist der Autor, der dieses Werkzeug als eine leichtgewichtige Alternative zum phpMyAdmin im Juli 2007 entwickelte. Als CCA-Finalist von SourceForge machte Adminer im Jahr 2008 auf sich aufmerksam. Zusätzlich begannen die ersten Webhosting -Anbieter, Adminer als MySQL -Verwaltungs-Werkzeug in das Portfolio ihrer Dienste einzubeziehen. 2012 wurde über Adminer zum zweiten Mal auf Linux.com berichtet. Die Prioritäten des Projekts sind laut dem Autor (in dieser Reihenfolge): Sicherheit, Benutzerfreundlichkeit, Leistung, Funktionalität und Größe.

## Die Besonderheiten
- Benutzer melden sich mit den Angaben des Zielservers, dem Benutzernamen und dem Kennwort an (das während der gesamten Sitzung gespeichert wird)
- Basis-Funktionen: Selektion von Datenbanken, Selektion/Bearbeitung von Tabellen, Durchblättern/Einfügen/Bearbeiten von Tabellenzeilen
- Suche oder Sortierung über mehrere Spalten
- Bearbeitung anderer Datenbankobjekte: Sichten, Datenbanktrigger, Ereignisse, gespeicherte Prozeduren, Prozesse, MySQL-Variablen, Benutzerberechtigungen
- Ein Textfeld für die Eingabe von beliebigen SQL-Befehlen und für die Speicherung dieser Befehle im Befehlsprotokoll
- Export der Datenbanken und Tabellen (das Schema, mit oder ohne Daten) als „dump“ für die Ausgabe am Bildschirm oder zum Herunterladen als Anhang
- Benutzerfreundliche Schnittstelle (unter umfangreiche Einsatz von JavaScript)
- Mehrfachsprachunterstützung (Arabisch, Bengali, Katalanisch, Chinesisch, Tschechisch, Niederländisch, Englisch, Estnisch, Deutsch, Griechisch, Ungarisch, Italienisch, Indonesisch, Japanisch, Koreanisch, Litauisch, Persisch, Polnisch, Portugiesisch, Rumänisch, Russisch und Serbisch)[6]
- SQL Syntaxhervorhebung
- Visuelle Bearbeitung des Entity-Relationship-Modell
- Gegenmaßnahmen gegen XSS, CSRF, SQL-Injection, Session Hijacking …
- Leichtgewicht – wird als Einzel-Datei zur Verfügung gestellt
- Die Unterstützung von CSS „skins“ und viele Erweiterungen

Die kleine  Einzel-Datei ist das Ergebnis aus Kompilierung und Verkleinerung des Quellcodes erreicht.